# Lữ (họ)
Lữ hay Lã là một họ của người châu Á. Họ này xuất hiện ở Việt Nam, Triều Tiên (Hangul: 여 (nam) hoặc 려 (bắc); Hanja: 呂; Romaja quốc ngữ: Yeo (nam) hoặc Ryeo (bắc)) và Trung Quốc (giản thể: 吕; phồn thể: 呂; bính âm: Lǚ). Họ này xếp thứ 22 trong danh sách Bách gia tính, về mức độ phổ biến họ này xếp thứ 43 ở Trung Quốc theo thống kê năm 2006. Theo Khang Hi tự điển, chữ 呂 có phiên thiết là Lực Cử thiết (力舉切) nên âm Hán Việt chính tắc là Lữ, thế nhưng tại miền Bắc, họ này đọc là Lã, còn tại miền Nam thì mới để là Lữ.

## Người Việt Nam họ Lữ
- Lữ Minh Châu, tên thật là Lữ Triều Phú, tổng giám đốc Ngân hàng Nhà nước Việt Nam
- Gia đình nhạc sĩ Lữ Liên: ca sĩ Anh Tú (Lữ Anh Tú), ca sĩ Tuấn Ngọc (Lữ Anh Tuấn), ca sĩ Khánh Hà (Lữ Khánh Hà), ca sĩ Lưu Bích (Lữ Lưu Bích)...
- Lữ Gia, Thừa tướng nhà Triệu
- Lã Đường, một tướng trong thời loạn 12 sứ quân, chiếm đóng Tế Giang (Hưng Yên)
- Lã Quốc Tuấn, vị tướng nhà Đinh có công truyền dạy nghề dệt chiếu làng Thiện Trạo, Ninh Bình.
- Lã Xuân Oai, quan nhà Nguyễn.
- Lã Thị Ả, là người có ba con trai họ Cao làm tướng nhà Đinh tham gia đánh dẹp 12 sứ quân.
- Lã Thanh Huyền: diễn viên Việt Nam.
- Lữ Văn Hùng, Bí thư Tỉnh ủy Hậu Giang, nguyên Chủ tịch UBND tỉnh Hậu Giang
- Lữ Quang Ngời, Chủ tịch UBND tỉnh Vĩnh Long.
- Lữ Ngọc Cư, nguyên Chủ tịch UBND tỉnh Đắk Lắk.

## Người Trung Quốc họ Lã
- Lã Bất Vi, tể tướng nước Tần
- Lã Hậu, tên thật là Lã Trĩ, hoàng hậu của Hán Cao Tổ Lưu Bang
- Lã Bố, danh tướng đầu thời Tam Quốc
- Lã Long, vua Hậu Lương
- Lã Mông, đại tướng nhà Đông Ngô thời Tam Quốc
- Lã Phương, nhân vật hư cấu trong Thủy hử.
- Lã Văn Đức, tướng lĩnh cuối thời Nam Tống.
- Lã Văn Hoán, tướng lĩnh cuối thời Nam Tống và là trấn thủ thành Tương Dương. Đầu hàng quân Nguyên ngày 14 tháng 3 năm 1273 sau trận Tương Phàn, dẫn đường cho quân Mông Cổ nam hạ với kết quả là nhà Tống bị diệt vong 6 năm 5 ngày sau đó.
- Lã Vọng, còn gọi là Lã Thượng, tức Khương Tử Nha, là khai quốc công thần nhà Chu và là quân chủ khai lập nước Tề từ thời Tây Chu đến thời Chiến Quốc

## Người Triều Tiên họ Lữ
- Yeo Jin Goo (Hán Việt: Lữ Trân Cửu), diễn viên Hàn Quốc